# Anne Ange
Anne Ange, appelée aussi Anne Ange Comnène, née vers 1175 et morte en 1212, est une impératrice consort de Nicée par son mariage avec l'empereur Théodore Ier Lascaris.

## Biographie
Elle est la fille de l'empereur Alexis III Ange et d'Euphrosyne Doukaina Kamatera. Elle épouse en premières noces Isaac Comnène Vatatzès, un petit-neveu de l'empereur Manuel Ier Comnène. Son père, Alexis devient empereur en 1195, et Isaac Comnène est envoyé combattre la rébellion valaque-bulgare. Il est fait prisonnier et meurt en captivité. Isaac et Anne ont eu une fille :
- Theodora Angelina (1190-1246), mariée en 1203 à Léopold VI d'Autriche.

Anne se remarie en 1200 avec Théodore Lascaris, futur empereur de Nicée ; un second mariage a lieu le même jour, celui de sa sœur Irène Ange avec Alexis Paléologue. Théodore et Anne ont cinq enfants : 
- Nicolas, mort vers 1212 ;
- Jean, mort en 1212 ;
- Irène (morte en 1239), mariée en 1212 à Constantin Paléologue (mort en 1212), puis à Jean III Doukas Vatatzès (1192-1254), empereur de Nicée ;
- Marie (morte en 1270), mariée en 1218 à Béla IV, roi de Hongrie (1206-1270) ;
- Eudoxie, fiancée à Robert de Courtenay, Empereur Latin de Constantinople, puis mariée à Anseau de Cayeux, gouverneur d'Asie Mineure.

## Sources
- (en) Cet article est partiellement ou en totalité issu de l’article de Wikipédia en anglais intitulé « Anna Komnene Angelina » (voir la liste des auteurs).